# Аглуона
Аглуона (лит. Agluona) — река на севере Литвы, левый приток реки Вадаксте. Берёт начало на южной окраине города Науйойи-Акмяне, течёт сперва на запад, проходит через северную окраину села Стипиркяй. Далее течёт к югу от деревни Гауджейчяй, поворачивает на северо-запад и течёт в этом направлении до деревни Кивиляй, где поворачивает на запад. В нижнем течении имеется пруд. Впадает в реку Вадаксте в 36 км от её устья.
Длина составляет 23,3 км; площадь бассейна — 188 км². Средний расход воды — 1,24 м³/с. Притоки: Брадаулис, Калишупис, Молупис, Киргас, Жарас, Вежупис.